# Yellowhead Pass
Yellowhead Pass är ett bergspass i Kanada.   Det ligger på gränsen mellan Alberta och British Columbia, i den västra delen av landet, 3 200 km väster om huvudstaden Ottawa. Yellowhead Pass ligger 1 151 meter över havet.
Terrängen runt Yellowhead Pass är kuperad åt nordost, men åt sydväst är den bergig. Yellowhead Pass ligger nere i en dal. Runt Yellowhead Pass är det mycket glesbefolkat, med 3 invånare per kvadratkilometer.. 
I omgivningarna runt Yellowhead Pass växer i huvudsak barrskog.